# Dmytro Vychnevetsky
Dmytro Vychnevetsky (en ukrainien : Дмитро Іванович Вишневе́цький, en polonais : Dymitr Wiśniowiecki), né en 1516 à Vychnivets et mort en 1563 à Constantinople, est un membre d'une famille de grande noblesse lituano-ruthénienne, staroste de Kaniv et de Tcherkassy, aventurier des steppes. Il est le fondateur de la première Sitch des Cosaques zaporogues et leur premier hetman.

## Les origines de Dmytro Vychnevetsky
La famille de Dmytro Vychnevetsky (Wiśniowiecki) forme l’une des branches cadettes des descendants du grand-duc lituanien Algirdas, dont le père, Gediminas, fut le premier grand-duc de Lituanie. Algirdas est l’ancêtre de plusieurs lignées de ducs lituaniens, mais c’est également le père de Jogaila qui devient en 1385 roi de Pologne, fondant la dynastie des Jagellon. Un des nombreux petits-fils d’Algirdas, Fedor, fut nommé gouverneur de Podolie et finalement ses descendants obtinrent de grands domaines en Volynie dont Zbaraj (famille Zbaraski (en)) et Wiśniowiec.
Si les Wiśniowiecki sont des magnats lituaniens, Ivan, le père de Dmytro, fils de Michel Zbaraski, est un noble de cour, administrateur de domaines. Il se marie en 1516 avec Nastasia Olizarovitchovna. La date de naissance de leur premier enfant, Dimitri, n’est pas connue.

## La jeunesse de Dmytro Vychnevetsky
Obligé de se faire une place, le jeune Dmytro participe aux campagnes contre le khanat de Crimée sous le commandement du staroste de Bar Bernard Pretwicz et du duc lituanien Fiodor Sanguszko, staroste de Bratslav et de Vinnitsa. Il n’est pas certain qu’il soit de l’expédition qui atteint la forteresse turque d'Otchakov, port sur la mer Noire en 1541, mais sa présence est notée l’année suivante dans un raid similaire. Il est probable qu’il participe aux campagnes suivantes.
Toutes ces expéditions avaient pour but de détruire les bases arrière des Tatars, de causer des dégâts à leur économie en s’emparant du maximum de leurs richesses. Les chevaux et animaux de traits étaient particulièrement visés, car le Tatar est un cavalier. Les raids étaient menés par des troupes cosaques engagées pour la circonstance, qui se payaient en se partageant les butins, considérables en cas d'expédition réussie. 
À la suite de plaintes de Soliman dont le khan de Crimée Devlet Giray était officiellement vassal, Pretwicz et Sanguszko durent abandonner leurs postes et cesser un temps leurs campagnes. Le roi de Pologne ne voulait pas déclencher de guerre contre le puissant sultan.

## Staroste de Kaniv et de Tcherkassy
En 1550, Dmytro Vychnevetsky prend l’administration des starosties de Kaniv et de Tcherkassy à la demande du roi. Les Cosaques constituaient alors la majorité des habitants de ces villes. La situation ne changea pas, car les Cosaques étaient devenus en réalité les véritables promoteurs des raids anti-tatars. Il semble aussi que Dmytro Vychnevetsky ait voulu, par goût, par appât du gain ou par ambition, continuer ce qu’il savait déjà organiser seul. Il est sommé par le roi de Pologne de faire cesser les attaques cosaques. Mais comme les expéditions continuent, le roi envoie en 1553 contre lui son hetman de Volynie Constantin Vassili Ostrogski, fils du grand-hetman de Lituanie Constantin Ostrogski, qui le chasse de la région. 
Les avis divergent un peu sur la suite des évènements. Certains affirment que, avec une troupe de 300 Cosaques fidèles, Dmytro Vychnevetsky se rend chez le sultan pour y proposer ses services. D’autres qu’il va directement se réfugier dans les Champs Sauvages avec sa troupe de Cosaques. 

## Fondateur de la Sitch Zaporogue et hetman des Cosaques
Quoi qu'il en soit c'est à ce moment que Dmytro Vychnevetsky, surnommé Bajda, embrasse totalement la cause cosaque et construit avec eux un camp sur une île du Dniepr, la Petite Khortytsia, juste après le treizième et dernier rapide. La construction d'une forteresse contre les Tatars était dans l'air depuis quelque temps chez les seigneurs des confins. Le roi de Pologne est peut-être informé de sa construction en 1554. En tout cas, il lui a pardonné son escapade. Il est même possible que le roi lui ait rendu les starosties de Kaniev et de Tcherkassy afin de lui donner les moyens financiers de ce projet. Mais rapidement le nouvel hetman des Cosaques fit plus que défendre la frontière. Il menait de sa propre initiative des expéditions lucratives contre les Tatars de plus en plus audacieuses. Dans l'une d’entre elles, il dévasta les colonies tatares près d'Otchakov, dans une autre il parvint à détruire la fortification tatare d'Islam-Kermen située à l’embouchure du Dniepr. 
Le khan de Crimée Devlet Giray, après avoir adressé plusieurs protestations au roi de Pologne, décide d'agir lui-même contre les Cosaques. L'hetman cosaque se tourne alors, en septembre 1556, vers Ivan IV pour lui proposer une coordination de leurs efforts contre le khan, sans résultat concret. Au printemps 1557, les hordes tatares attaquent la Sitch et, malgré un siège de trois semaines, doivent s'en retourner sans l'avoir prise. Mais à l'automne, le khan revient avec une armée plus nombreuse. N'ayant guère de réserves, les Cosaques abandonnent leur camp en même temps que leur hetman. Pas découragé, Bajda fonde aussitôt une nouvelle Sitch, cette fois sur l'île Monastyrski, plus difficile à prendre.
Le khan détruit l’ancienne Sitch, mais il ne parvient pas à vaincre les Cosaques. Ceux-ci avaient en effet à leur disposition une autre Sitch, la Sitch de Tomakovka, construite sur l'île du même nom. Ce camp fortifié, bâti de manière plus spontanée, dura plus longtemps, jusqu'en 1593.

## Au service du tsar
Dmytro Vychnevetsky se rendit à Tcherkassy mais ne put pas récupérer ses starosties. Il se mit alors au service du tsar qui lui donna plusieurs domaines. Avec une troupe de cinq mille soldats, Vychnevetsky fut envoyé en 1558 vers le Dniepr où il devait recevoir le renfort des Cosaques. L’expédition ne se termina par aucune bataille parce que le khan évita la rencontre. Fin 1558 ce sont les Tatars qui menaient l’offensive vers Riazan et Toula. Une contre-offensive menée en 1559 par Vychnevetsky ravagea cette fois les terres du khan avec l’aide des Cosaques. Ce fut une expédition particulièrement réussie ; les Cosaques revinrent de Crimée avec un énorme butin. Lorsqu’en 1561, le tsar décida de faire la guerre au roi de Pologne, Dimitri Vychnevetsky l’abandonna et retourna chez lui.

## À la recherche d’un royaume

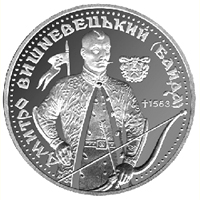
Pièce commémorative ukrainienne à l'image de Dmytro Vychnevetsky.

À l’été 1561, Dmytro Vychnevetsky se trouvait dans l’île Monastyrski. Le staroste de Tcherkassy, à 200 verstes de là, était alors son frère Michel. Par son intermédiaire il négocia son retour en grâce auprès du roi. Les attaques cosaques diminuèrent un temps d’intensité car Dmytro Vychnevetsky avait promis de rentrer dans le rang. Mais il reprit rapidement ses raids en Crimée. Il se croyait intouchable car il était devenu très populaire en Pologne, parmi les nobles comme les paysans. Même le clergé voit en lui un défenseur de la chrétienneté.
Malgré tout, instruit par l’expérience, il se chercha rapidement d’autres aventures. Avec ses Cosaques, il s’engagea dans celle qui devait conduire Ioan Ier Despot-Voda, despote des îles Samos et Paros à devenir nouveau souverain de la Moldavie. L’aventure réussit en grande partie grâce à l'armée de 4000 Cosaques commandées par Dmytro Vychnevetsky. L’hetman cosaque se fâche toutefois rapidement avec le nouveau hospodar, probablement à cause de la rétribution non versée aux Cosaques.
Lorsqu’en juillet 1563, les nobles moldaves se révoltent contre Ioan Ier Despot-Voda, Vychnevetsky est de nouveau en Moldavie avec ses Cosaques pour soutenir le nouveau souverain Ştefan VII Tomşa et discuter avec lui de la succession. Mais il s’agit d’un piège : les Cosaques sont écrasés par surprise et Vychnevetsky est capturé, vendu au sultan. Vychnevetsky œuvrait, peu ou prou, pour le roi de Pologne, mais Tomşa change d'alliance et se met sous la suzeraineté du sultan.

## Dmytro Vychnevetsky la légende
Une légende cosaque affirme que Soliman lui aurait proposé de passer à son service s'il devenait musulman, mais que Dmytro Vychnevetsky aurait refusé. Il fut exécuté à Constantinople : suspendu sur un croc son agonie dura trois jours jusqu'à ce que les Turcs l'achèvent parce que Vychnevetsky insultait Mahomet.
Dmytro Vychnevetsky est pratiquement déjà une légende de son vivant. À sa mort il devient le premier héros cosaque. Des poèmes et des ballades proches des bylines russes sont composés en son honneur et à sa mémoire, la 12e brigade opérationnelle d'Ukraine porte son nom.

## Sources
- Leszek Podhorodecki, Sicz Zaporoska, Warszawa 1978 (p. 27 à 33)
- Władyslaw A. Serczyk, Na dalekiej Ukrainie (Dans la lointaine Ukraine, histoire de la Cosaquerie jusqu’en 1648), Wydawnictwo literackie, Cracovie, 1984 (p. 53 à 62)
- Maciej Franz, Wojskowość Kozaczyzny Zaporoskiej w XVI-XVII wieku (L’art militaire des Cosaques Zaporogues aux XVI-XVIIe siècles), Adam Marszalek, 2004 (p. 113 à 119)
- Українське козацтво. Мала енциклопедія, edition “Генеза-Прем’єр” Heneza - Premier Kyiv 2006 (p. 83)